# Академическая гребля на летних Олимпийских играх 2016 — одиночки (мужчины)
Соревнования по академической гребле среди одиночек у мужчин на летних Олимпийских играх 2016 года прошли с 6 по 13 августа в лагуне Родригу-ди-Фрейташ. В соревнованиях приняли участие 32 спортсмена из 32 стран.
Действующим олимпийским чемпионом в данной дисциплине являлся новозеландский гребец Махе Драйсдейл, который выиграл золотую медаль и в Рио-де-Жанейро. Cудьбу чемпионства решил фотофиниш. Лишь несколько тысячных долей секунды позволили Драйсдейлу опередить хорвата Дамира Мартина. Также в финале новозеландский гребец установил новое лучшее олимпийское время (6:41,34). Драйсдейл стал шестым гребцом в истории, кому удалось выиграть олимпийские соревнования в мужской одиночке как минимум дважды, причём всем этим спортсменам, как и Драйсдейлу, удавалось защитить звание олимпийского чемпиона.
Дамир Мартин стал обладателем второй серебряной олимпийской медали. Четырьмя годами ранее на Играх в Лондоне Мартин уже становился вторым, но тогда он выступал в составе четвёрки парной. Свою третью олимпийскую награду выиграл четырёхкратный чемпион мира чех Ондржей Сынек. К двум серебряным наградам, завоёванным на Играх 2008 и 2012 годов, Сынек добавил бронзу Рио-де-Жанейро.
Одним из главных разочарований соревнований одиночек в Рио-де-Жанейро стал британский гребец Алан Кэмпбелл. Бронзовый призёр Игр в Лондоне не слишком удачно провёл олимпийский цикл, однако незадолго до начала Игр 2016 года ему удалось дважды попасть в главный финал на этапах Кубка мира, причём в Познани он стал бронзовым призёром, уступив лишь Драсдейлу и Мартину. Тем не менее в Рио-де-Жанейро Кэмпбелл выбыл из борьбы за медали уже на стадии полуфинала, заняв в своём заезде четвёртое место. В финале B британец по медицинским показаниям не вышел на старт и занял итоговое 12-е место.
На Играх в Рио-де-Жанейро Вануату, Ливия и Эквадор впервые в истории были представлены в академической гребле. Спортсмены из Вануату и Ливии получили место благодаря решению трёхсторонней комиссии МОК, АНОК, FISA, которые предоставили этим странам уайлд-кард, а вот эквадорский гребец Винсент Сола Самбрано отобрался на Игры через американскую квалификацию. Впервые с 1952 года в соревнованиях одиночек не принимали участие немецкие спортсмены.

## Призёры

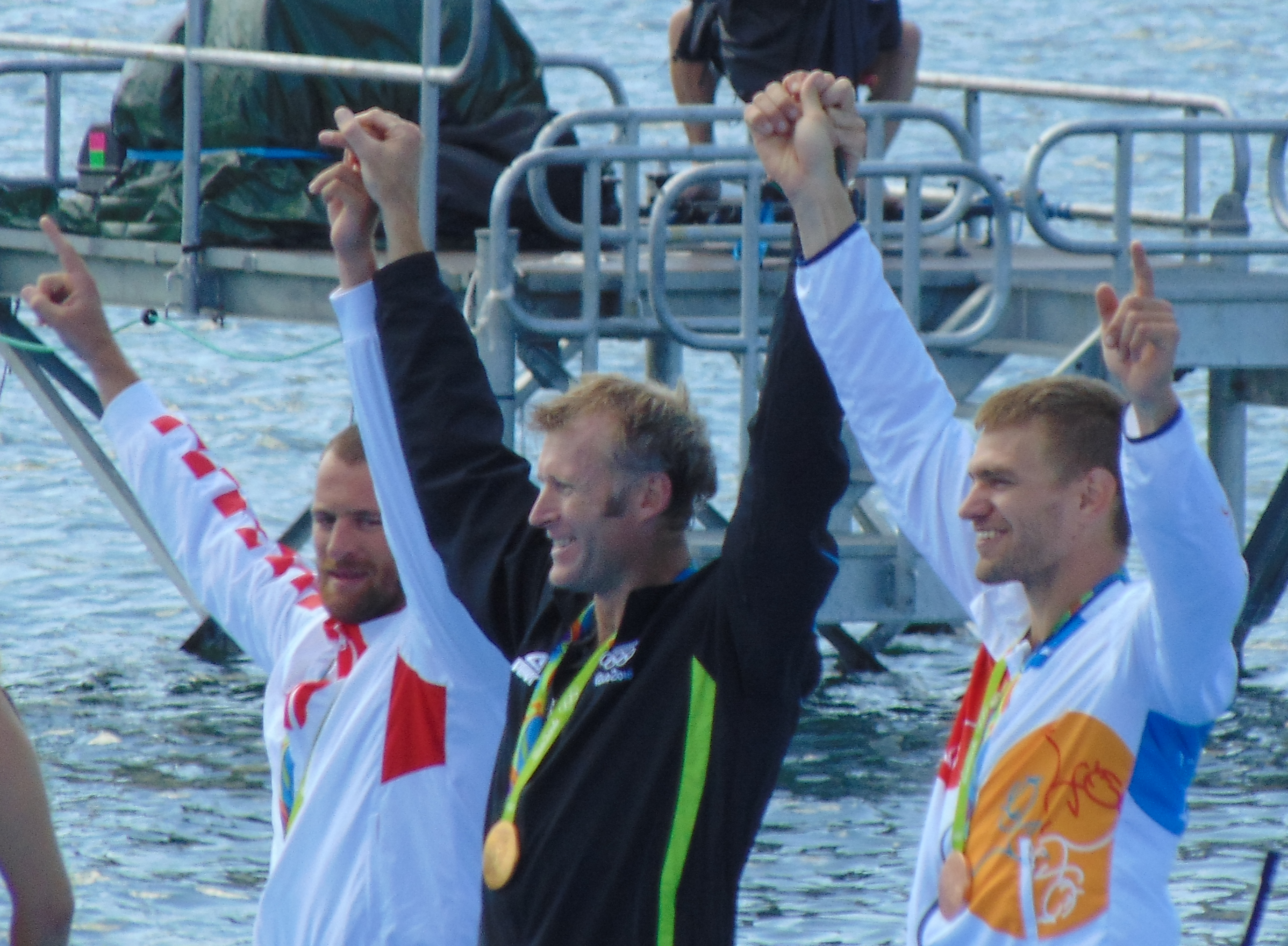
Церемония награждения

| Золото                        | Серебро               | Бронза              |
| Махе Драйсдейл Новая Зеландия | Дамир Мартин Хорватия | Ондржей Сынек Чехия |

## Рекорды
До начала летних Олимпийских игр 2016 года мировой и олимпийский рекорды были следующими:
| Мировой рекорд     | Махе Драйсдейл (NZL) | 6:33,350 | Познань | 29 августа 2009 |
| Олимпийский рекорд | Тим Майенс (BEL)     | 6:42,520 | Лондон  | 28 июля 2012    |

По итогам соревнований был обновлён олимпийский рекорд. В финальном заезде новозеландский гребец Махе Драйсдейл пришёл к финишу с результатом 6:41,340. Аналогичное время показал и хорват Дамир Мартин, но он уступил Драйсдейлу по итогам фотофиниша.

## Расписание
Время местное (UTC−3)
| Дата                | Время             | Раунд                   |
| ------------------- | ----------------- | ----------------------- |
| 6 августа           | 08:30 — 09:20     | Предварительные заезды  |
| 7 августа 8 августа | 08:30 — 08:50     | Отборочные заезды       |
| 9 августа           | 08:30 — 09:00     | Четвертьфиналы          |
| 9 августа           | 12:10 — 12:30     | Полуфиналы E/F          |
| 12 августа          | 08:30 08:50       | Финал F Финал E         |
| 12 августа          | 09:50 — 10:10     | Полуфиналы A/B          |
| 12 августа          | 12:40 — 13:00     | Полуфиналы C/D          |
| 13 августа          | 09:30 09:50 10:10 | Финал D Финал C Финал B |
| 13 августа          | 10:32             | Финал A                 |

Источник: 

## Квалификация
Квалификация на Олимпийские игры осуществлялась по результатам международных соревнований. Первым этапом отбора стал чемпионат мира 2015 года, по итогам которого стали известны обладатели первых девяти лицензий. 20 олимпийских квот было распределено по результатам континентальных отборочных соревнований, причём Канада, США, Австралия и Новая Зеландия принимали участие в европейском отборочном турнире. Также две квоты были распределены трёхсторонней комиссией МОК, АНОК, FISA. Ещё одна лицензия была гарантирована хозяевам соревнований, сборной Бразилии, в том случае, если бы бразильские гребцы не смогли получить квоту во время отборочных соревнований. По итогам американского квалификационного турнира сборная Бразилии завоевала лицензию в легковесных двойках, в результате чего освободившуюся лицензию получила лучшая сборная из числа неквалифицированных стран в американской квалификации.
Квоты, завоёванные по итогам чемпионата мира, передавались Национальному олимпийскому комитету страны, который имел право самостоятельно выбрать спортсменов для участия в Играх в Рио-де-Жанейро, причём спортсмены, завоевавшие эти квоты, также имели право выступить в любой дисциплине Олимпийских игр. По итогам континентальных первенств разыгрывались лицензии, дающие право спортсменам, если их утвердил для участия в Играх НОК, участвовать только в соревнованиях одиночек. Три олимпийских комитета воспользовались своим правом самостоятельного выбора спортсменов и включили в состав сборной не тех гребцов, которые завоевали для страны олимпийские лицензии. В сборной Литвы вместо получившего травму призёра чемпионата мира Роландаса Мащинскаса в состав двойки парной было принято решение включить Миндаугаса Гришкониса, который  впоследствии стал серебряным призёром Игр. Освободившееся место в соревнованиях одиночек занял 18-летний Армандас Кяльмялис, ставший несколькими днями ранее чемпионом Европы среди юношей (до 18 лет). Для сборной Норвегии олимпийскую лицензию завоевал двукратный олимпийский чемпион Олаф Туфте, однако после чемпионата мира он принял решение перейти в двойку парную, в составе которой вместе с Хьетилем Боршем завоевал для страны именную квоту на европейской квалификации. В связи с тем, что место в одиночных соревнованиях освободилось, было принято решение провести дополнительные старты, победителем которых стал Нильс Якоб Хофф, который последний раз выступал в одиночках в 2009 году. В сборной Зимбабве для определения участника Игр прошёл финальный заезд, по итогам которого Эндрю Пиблз опередил завоевавшего олимпийскую лицензию Питера Пёрселла-Джилпина.
| Номер | Способ отбора             | Страны           | Завоевал квоту             | Заявленный спортсмен       |
| ----- | ------------------------- | ---------------- | -------------------------- | -------------------------- |
| 1     | Чемпионат мира 2015       | Чехия            | Ондржей Сынек              | Ондржей Сынек              |
| 2     | Чемпионат мира 2015       | Новая Зеландия   | Махе Драйсдейл             | Махе Драйсдейл             |
| 3     | Чемпионат мира 2015       | Литва            | Миндаугас Гришконис        | Армандас Кяльмялис         |
| 4     | Чемпионат мира 2015       | Норвегия         | Олаф Туфте                 | Нильс Якоб Хофф            |
| 5     | Чемпионат мира 2015       | Хорватия         | Дамир Мартин               | Дамир Мартин               |
| 6     | Чемпионат мира 2015       | Куба             | Анхель Фурнье              | Анхель Фурнье              |
| 7     | Чемпионат мира 2015       | Беларусь         | Станислав Щербаченя        | Станислав Щербаченя        |
| 8     | Чемпионат мира 2015       | Великобритания   | Алан Кэмпбелл              | Алан Кэмпбелл              |
| 9     | Чемпионат мира 2015       | Польша           | Натан Венгжицкий-Шимчик    | Натан Венгжицкий-Шимчик    |
| 10    | Африканская квалификация  | Египет           | Абдельхалек аль-Банна      | Абдельхалек аль-Банна      |
| 11    | Африканская квалификация  | Тунис            | Мохаммед Тайеб             | Мохаммед Тайеб             |
| 12    | Африканская квалификация  | Алжир            | Сид Будина                 | Сид Будина                 |
| 13    | Африканская квалификация  | Зимбабве         | Питер Пёрселл-Джилпин      | Эндрю Пиблз                |
| 14    | Американская квалификация | Мексика          | Хуан Карлос Кабрера        | Хуан Карлос Кабрера        |
| 15    | Американская квалификация | Аргентина        | Бриан Россо                | Бриан Россо                |
| 16    | Американская квалификация | Перу             | Ренсо Леон Гарсия          | Ренсо Леон Гарсия          |
| 17    | Американская квалификация | Уругвай          | Хонатан Эскивель           | Хонатан Эскивель           |
| 18    | Американская квалификация | Венесуэла        | Джексон Винсент            | Джексон Винсент            |
| 19    | Американская квалификация | Эквадор          | Брайан Сола Самбрано       | Брайан Сола Самбрано       |
| 20    | Азиатская квалификация    | Республика Корея | Ким Дон Ён                 | Ким Дон Ён                 |
| 21    | Азиатская квалификация    | Индия            | Датту Бабан Бхоканал       | Датту Бабан Бхоканал       |
| 22    | Азиатская квалификация    | Индонезия        | Мемо                       | Мемо                       |
| 23    | Азиатская квалификация    | Таиланд          | Джаруват Саенсук           | Джаруват Саенсук           |
| 24    | Азиатская квалификация    | Казахстан        | Владислав Яковлев          | Владислав Яковлев          |
| 25    | Азиатская квалификация    | Ирак             | Мохамед Аль-Хафаджи        | Мохамед Аль-Хафаджи        |
| 26    | Азиатская квалификация    | Узбекистан       | Шахбоз Холмурзаев          | Шахбоз Холмурзаев          |
| 27    | Перераспределение         | Парагвай         | Артуро Риварола            | Артуро Риварола            |
| 28    | Европейская квалификация  | Бельгия          | Ханнес Обрено              | Ханнес Обрено              |
| 29    | Европейская квалификация  | Австралия        | Рис Грант                  | Рис Грант                  |
| 30    | Европейская квалификация  | Венгрия          | Бендегуз Петервари-Мольнар | Бендегуз Петервари-Мольнар |
| 31    | Трёхсторонняя комиссия    | Ливия            | —                          | Альхуссейн Джамбур         |
| 32    | Трёхсторонняя комиссия    | Вануату          | —                          | Луиджи Тейлемб             |

## Фавориты
После окончания Олимпийских игр 2012 года, проходивших в Лондоне, все призёры в соревнованиях одиночек приняли решение продолжать карьеру. В олимпийском цикле было проведено три чемпионата мира, и во всех победителем становился чешский гребец Ондржей Сынек. Действующий олимпийский чемпион из Новой Зеландии Махе Драйсдейл дважды становился серебряным призёром, причём каждый раз отставание на финише от победителя было меньше секунды.
| Чемпионат мира      | Золото              | Серебро                       | Бронза                    |
| Чхунджу 2013        | Ондржей Сынек Чехия | Анхель Фурнье Куба            | Марсель Хаккер Германия   |
| Амстердам 2014      | Ондржей Сынек Чехия | Махе Драйсдейл Новая Зеландия | Анхель Фурнье Куба        |
| Эгбелет-ле-Лак 2015 | Ондржей Сынек Чехия | Махе Драйсдейл Новая Зеландия | Миндаугас Гришконис Литва |

По мнению ряда изданий, именно Сынек и Драйсдейл должны были разыграть звание олимпийского чемпиона в Рио-да-Жанейро. В числе фаворитов был и двукратный чемпион Европы хорватский гребец Дамир Мартин, дважды в финале континентального первенства опережавший Сынека. Помимо них, на победу могли претендовать двукратный призёр мировых первенств кубинец Анхель Фурнье и «тёмная лошадка» бельгиец Ханнес Обрено, выигравший в 2016 году престижнейшую гонку Diamond Challenge Sculls, проходящую в рамках Королевской регаты Хенли. В финале Королевской регаты Обрено смог победить Драйсдейла, который два года подряд становился её победителем. Также Международная федерация гребного спорта среди дебютантов Олимпийских игр выделяла индийского гребца Датту Бабан Бхоканала.

## Соревнование

### Предварительный этап
Первые три спортсмена из каждого заезда напрямую проходили в четвертьфинал соревнований. Все остальные спортсмены попадали в отборочные заезды, где были разыграны ещё шесть путёвок в следующий раунд.

#### Заезд 1
Первый заезд предварительного этапа у мужчин-одиночек открывал всю программу академической гребли на летних Олимпийских играх 2016 года в Рио-де-Жанейро. С первых же метров дистанции в отрыв стали уходить серебряный призёр последнего чемпионата мира кубинец Анхель Фурнье и мексиканец Хуан Карлос Кабрера. К середине дистанции Фурнье выигрывал у Контрераса более 2 секунд. На последних 500 метрах кубинец немного сбавил темп, позволив на мексиканскому гребцу показать лучшее время на заключительной четверти гонки, но всё равно пришёл к финишу первым. По итогам шести предварительных заездов Фурнье показал второй результат среди всех гребцов, уступив лишь действующему олимпийскому чемпиону из Новой Зеландии Махе Драйсдейлу. На 14 секунд от победителя отстал спортсмен из Индии Датту Бабан Бхоканал, который тем не менее смог напрямую квалифицироваться в четвертьфинал, минуя отборочный этап. В первом заезде состоялся олимпийский дебют в академической гребле спортсмена из Вануату. Однако показать хороший результат ему не удалось. Луиджи Тейлемб закончил заезд последним, став единственным гребцом на предварительной стадии, кому потребовалось более 8 минут, чтобы завершить дистанцию.

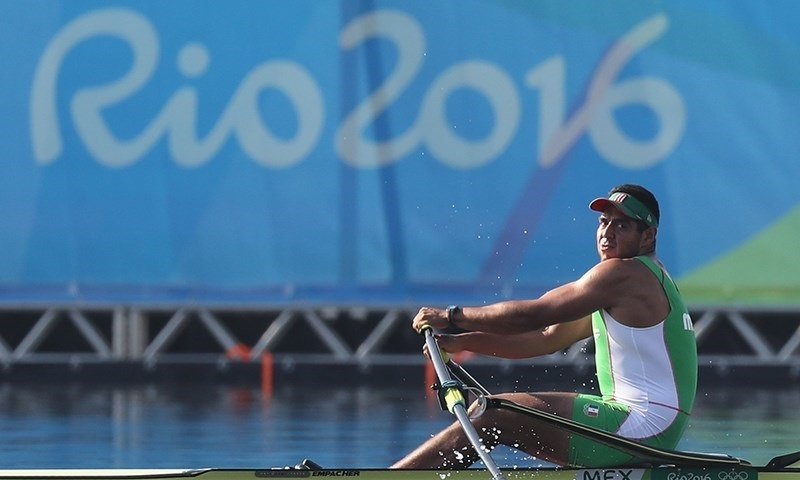
Хуан Карлос Кабрера во время предварительного заезда

| Место    | Спортсмен            | Страна  | Время   | Отставание | Примечания |
| -------- | -------------------- | ------- | ------- | ---------- | ---------- |
| 1        | Анхель Фурнье        | Куба    | 7:06,89 | +0,00      | QF         |
| 2        | Хуан Карлос Кабрера  | Мексика | 7:08,27 | +1,38      | QF         |
| 3        | Датту Бабан Бхоканал | Индия   | 7:21,67 | +14,78     | QF         |
| 4        | Джаруват Саенсук     | Таиланд | 7:25,06 | +18,17     | R          |
| 5        | Армандас Кяльмялис   | Литва   | 7:34,59 | +27,70     | R          |
| 6        | Луиджи Тейлемб       | Вануату | 8:00,42 | +53,53     | R          |
| Протокол |                      |         |         |            |            |

#### Заезд 2
Во втором заезде принимал участие действующий олимпийский чемпион новозеландец Махе Драйсдейл. Задачу выхода в четвертьфинал Драйсдейл решил довольно уверенно. По ходу дистанции его преимущество над ближайшими соперниками достигало 11 секунд и только на заключительной 500-метровке Махе немного снизил темп, спокойно добравшись до финиша. При этом его результат (7:04,45) стал самым быстрым среди всех спортсменов, вышедших на старт предварительных заездов. Борьбу за оставшиеся две прямых путёвки в четвертьфинал вели три спортсмена — венгр Бендегуз Петервари-Мольнар, уругваец Хонатан Эскивель, который ради подготовки к старту отказался от посещения церемонии открытия Игр, и перуанец Ренсо Леон. К середине заезда разрыв между вторым и четвёртым местом составлял всего полторы секунды, однако затем Леон начал постепенно отставать. Заключительные метры быстрее всех прошёл венгерский гребец, который занял второе место, третьим к финишу пришёл Эскивель, а Леон стал четвёртым и отправился в отборочный этап.
| Место    | Спортсмен                  | Страна         | Время   | Отставание | Примечания |
| -------- | -------------------------- | -------------- | ------- | ---------- | ---------- |
| 1        | Махе Драйсдейл             | Новая Зеландия | 7:04,45 | +0,00      | QF         |
| 2        | Бендегуз Петервари-Мольнар | Венгрия        | 7:12,86 | +8,41      | QF         |
| 3        | Хонатан Эскивель           | Уругвай        | 7:16,08 | +11,63     | QF         |
| 4        | Ренсо Леон Гарсия          | Перу           | 7:21,04 | +16,59     | R          |
| 5        | Мохамед Аль-Хафаджи        | Ирак           | 7:25,04 | +20,59     | R          |
| 6        | Джексон Винсент            | Венесуэла      | 7:28,36 | +23,91     | R          |
| Протокол |                            |                |         |            |            |

#### Заезд 3
С самого старта третьего заезда в лидеры вырвался Ханнес Обрено, ставший единственным бельгийским гребцом на Играх в Рио-де-Жанейро. К середине дистанции Обрено сохранял лидерство, но всего в полутора секундах от него находился поляк Натан Венгжицкий-Шимчик, который в свою очередь на те же самые полторы секунды опережал аргентинца Бриана Россо. Тем не менее эта тройка могла чувствовать себя вполне комфортно, поскольку идущий четвёртым узбекистанец Шахбоз Холмурзаев отстал от Россо на восемь секунд. За 500 метров до финиша Ханнес упрочил своё преимущество, выиграв у Венгжицкого ещё две с половиной секунды, а вот аргентинский гребец начал отставать, проиграв на 500-метровой дистанции Обрено почти 10 секунд, тем не менее эту часть дистанции он прошёл в одно время с Холмурзаевым, а значит, чтобы напрямую пройти в четвертьфинал, ему было необходимо на последнем участке не проиграть тому восемь с половиной секунд. Заключительный отрезок дистанции оба лидера прошли в спокойном темпе и уверенно прошли в следующий раунд, а вот за третье место неожиданно развернулась борьба. Заключительные 500 метров Холмурзаев прошёл с лучшим временем среди всех участников, а вот Россо, наоборот, показал самое слабое время, уступив даже явному аутсайдеру из Ливии Альхуссейну Джамбуру. Тем не менее запаса, созданного ранее, хватило Россо, чтобы финишировать третьим, опередив Холмурзаева на 2,34 с. После окончания заезда Обрено сказал, что остался доволен собственной гонкой, потому что ему удалось контролировать ход гонки и победить, израсходовав минимум сил.
| Место    | Спортсмен               | Страна     | Время   | Отставание | Примечания |
| -------- | ----------------------- | ---------- | ------- | ---------- | ---------- |
| 1        | Ханнес Обрено           | Бельгия    | 7:09,06 | +0,00      | QF         |
| 2        | Натан Венгжицкий-Шимчик | Польша     | 7:12,43 | +3,37      | QF         |
| 3        | Бриан Россо             | Аргентина  | 7:22,69 | +13,63     | QF         |
| 4        | Шахбоз Холмурзаев       | Узбекистан | 7:25,03 | +15,97     | R          |
| 5        | Альхуссейн Джамбур      | Ливия      | 7:43,85 | +34,79     | R          |
| Протокол |                         |            |         |            |            |

#### Заезд 4
Начиная с 4-го заезда в Рио-де-Жанейро погода начала влиять на ход олимпийских соревнований, в результате чего многим спортсменам приходилось бороться не только с соперниками, но и с погодными условиями. Основными претендентами на проход в следующий раунд считались бронзовый призёр Игр 2012 года британец Алан Кэмпбелл и участник уже четвёртых Олимпийских игр, но первых в одиночке, белорус Станислав Щербаченя. Именно Кэмпбелл показал лучшее время на трёх первых отрезках дистанции и за 500 метров до финиша опережал Щербаченю и индонезийца Мемо более чем на 6 секунд. На заключительной части дистанции лучшее время показал белорусский гребец, который и занял второе место вслед за Кэмпбллом. Мемо пришёл к финишу третьим и также гарантировал себе участие в четвертьфинале. Кореец Ким Дон Ён, который до середины дистанции лишь немного уступал Мемо, на финише проиграл тому почти 7 секунд и вместе с зимбабвийцем Эндрю Пиблзом был вынужден стартовать в отборочном раунде.
| Место    | Спортсмен           | Страна           | Время   | Отставание | Примечания |
| -------- | ------------------- | ---------------- | ------- | ---------- | ---------- |
| 1        | Алан Кэмпбелл       | Великобритания   | 7:08,31 | +0,00      | QF         |
| 2        | Станислав Щербаченя | Беларусь         | 7:11,49 | +3,18      | QF         |
| 3        | Мемо                | Индонезия        | 7:14,17 | +5,86      | QF         |
| 4        | Ким Дон Ён          | Республика Корея | 7:20,85 | +12,54     | R          |
| 5        | Эндрю Пиблз         | Зимбабве         | 7:25,39 | +17,08     | R          |
| Протокол |                     |                  |         |            |            |

#### Заезд 5
К моменту старта пятого заезда погода ухудшилась ещё больше, в результате чего спортсменам приходилось уменьшать число гребков. Тем не менее это не помешало титулованному чеху Ондржею Сынеку выиграть свой заезд. С самого старта ему удалось уйти в отрыв. К середине дистанции Ондржей опережал идущего вторым парагвайца Артуро Риварола более чем на 2 секунды. За 500 метров до финиша преимущество Сынека над Риваролой достигло 7 секунд, после чего чешский гребец спокойно добрался до финиша, проиграв на заключительном отрезке австралийцу Рису Гранту почти 3 секунды. Тем не менее после финиша Сынек был явно недоволен теми условиями, в которых пришлось соревноваться.
| Место    | Спортсмен            | Страна    | Время   | Отставание | Примечания |
| -------- | -------------------- | --------- | ------- | ---------- | ---------- |
| 1        | Ондржей Сынек        | Чехия     | 7:21,90 | +0,00      | QF         |
| 2        | Рис Грант            | Австралия | 7:28,83 | +6,93      | QF         |
| 3        | Артуро Риварола      | Парагвай  | 7:29,23 | +7,33      | QF         |
| 4        | Сид Будина           | Алжир     | 7:45,90 | +24,00     | R          |
| 5        | Брайан Сола Самбрано | Эквадор   | 7:48,77 | +26,87     | R          |
| Протокол |                      |           |         |            |            |

#### Заезд 6
В заключительном заезде предварительного этапа встретились чемпион мира 2013 года в двойках парных норвежец Нильс Якоб Хофф и двукратный чемпион в четвёрках парных хорват Дамир Мартин. Именно хорватский гребец с самого старта ушёл в отрыв. Уже к 500-метровой отметке он опережал идущего вторым египтянина Абдельхалека аль-Банна на полторы секунды. Однако затем Нильс Якоб Хофф начал понемногу отыгрывать время у Мартина и к середине дистанции вышел в лидеры, опережая хорвата на секунду. При этом разрыв между Мартином и аль-Банна остался неизменным. Следующие 500 метров хуже всех из лидирующей тройки прошёл египетский гребец, который уступил своим конкурентам более 6 секунд. Хофф ещё немного увеличил свой отрыв от Мартина, а на заключительном отрезке довёл своё преимуществ до 5,61 с. После завершения гонки Хофф рассказал о больших волнах во время заезда и о том, что начиная с отметки 1250 метров контролировал ход гонки. Третье место на финише занял аль-Банна, уступивший по итогам дистанции Хоффу более 16 секунд, но при этом у завершившего заезд четвёртым тунисца Мохаммеда Тайеба он выиграл 4 секунды. Казахстанец Владислав Яковлев, как и на Играх в Лондоне, завершил предварительный заезд на последней, пятой, позиции.

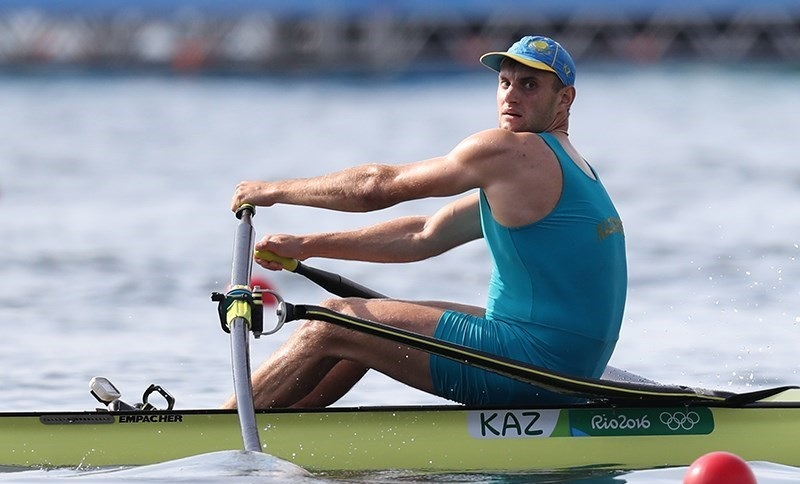
Владислав Яковлев во время предварительного заезда

| Место    | Спортсмен             | Страна    | Время   | Отставание | Примечания |
| -------- | --------------------- | --------- | ------- | ---------- | ---------- |
| 1        | Нильс Якоб Хофф       | Норвегия  | 7:17,47 | +0,00      | QF         |
| 2        | Дамир Мартин          | Хорватия  | 7:23,08 | +5,61      | QF         |
| 3        | Абдельхалек аль-Банна | Египет    | 7:34,05 | +16,58     | QF         |
| 4        | Мохаммед Тайеб        | Тунис     | 7:37,95 | +20,48     | R          |
| 5        | Владислав Яковлев     | Казахстан | 7:38,65 | +21,18     | R          |
| Протокол |                       |           |         |            |            |

### Отборочный этап
Первые два спортсмена из каждого заезда проходили в четвертьфинал соревнований. Все остальные гребцы попадали в полуфинал E/F, где продолжали борьбу за места с 25-го по 32-е. Из-за погодных условий организаторы соревнований были вынуждены перенести отборочные заезды с 7 на 8 августа.

#### Заезд 1
Уже на самом старте из борьбы за выход в четвертьфинал выбыл казахстанский гребец Владислав Яковлев. Его лодка перевернулась и спортсмен потратил почти 4 минуты, чтобы залезть в неё и продолжить гонку. К этому моменту все его соперники уже преодолели середину дистанции. Тем не менее Яковлев продолжил свой заезд и завершил гонку за 12:04,17, отстав от победителя на почти на 5 минут. Борьбы за две путёвки в четвертьфинал не получилось. С самого начала алжирец Сид Будина и перуанец Ренсо Леон Гарсия ушли в отрыв, который с каждым метром дистанции только увеличивался. На каждом из четырёх отрезков Будина показывал лучшее время, а Леон был вторым. На финише заезда алжирский гребец опередил перуанца почти на 5 секунд. Третье и четвёртое место заняли дебютанты Игр из Вануату и Ливии.
| Место    | Спортсмен          | Страна    | Время    | Отставание | Примечания |
| -------- | ------------------ | --------- | -------- | ---------- | ---------- |
| 1        | Сид Будина         | Алжир     | 7:20,84  | +0,00      | QF         |
| 2        | Ренсо Леон Гарсия  | Перу      | 7:25,55  | +4,71      | QF         |
| 3        | Луиджи Тейлемб     | Вануату   | 7:34,12  | +13,28     | SF E/F     |
| 4        | Альхуссейн Джамбур | Ливия     | 7:45,09  | +24,25     | SF E/F     |
| 5        | Владислав Яковлев  | Казахстан | 12:04,17 | +4:43,33   | SF E/F     |
| Протокол |                    |           |          |            |            |

#### Заезд 2
В отличие от остальных двух заездов, в этой гонке за две путёвки в четвертьфинал соревновались всего четыре спортсмена. Быстрее всех первые 500 метров преодолел гребец из Таиланда Джаруват Саенсук, однако все остальные спортсмены находились от него в пределах двух секунд. К середине дистанции тайского гребца обошёл кореец Ким Дон Ён. Такое же положение дел сохранилось и за 500 метров до финиша, лишь только эквадорец Брайан Сола Самбрано существенно отстал от остальных гребцов. Заключительный отрезок сильнее всех прошёл иракский спортсмен Мохамед Аль-Хафаджи, который на этом участке выиграл у Саенсука 2,75 с, благодаря чему вырвался на второе место и пробился в четвертьфинал. Первым же к финишу с результатом 7:12,96 пришёл Ким Дон Ён.
| Место    | Спортсмен            | Страна           | Время   | Отставание | Примечания |
| -------- | -------------------- | ---------------- | ------- | ---------- | ---------- |
| 1        | Ким Дон Ён           | Республика Корея | 7:12,96 | +0,00      | QF         |
| 2        | Мохамед Аль-Хафаджи  | Ирак             | 7:14,38 | +1,42      | QF         |
| 3        | Джаруват Саенсук     | Таиланд          | 7:16,39 | +3,43      | SF E/F     |
| 4        | Брайан Сола Самбрано | Эквадор          | 7:28,30 | +15,34     | SF E/F     |
| Протокол |                      |                  |         |            |            |

#### Заезд 3
С начала заезда лидерство захватил зимбабвийский гребец Эндрю Пиблз, который совсем немного опережал тунисца Мохаммеда Тайеба. Почти две секунды лидерам проигрывал литовец Армандас Кяльмялис. К середине гонки на второе место вырвался узбекистанец Шахбоз Холмурзаев, шедший после 500 метров на последнем месте. На третьем отрезке Кяльмялис смог немного отыграть отставание и вышел на второе место, уступая Пиблзу 2,78 с. Тайеб и венесуэлец Джексон Винсент уже сильно отстали от лидирующей тройки и не претендовали на выход в четвертьфинал. На заключительных 500 метрах Кяльмялис и Холмурзаев смогли ещё немного прибавить темп, а Пиблз, наоборот, начал резко терять скорость и незадолго до финиша откатился на третье место, завершив борьбу за медали. В итоге дальше прошли Кяльмялис и Холмурзаев, а остальные гребцы отправились в полуфинал E/F, где распределяли места, начиная с 25-го.
| Место    | Спортсмен          | Страна     | Время   | Отставание | Примечания |
| -------- | ------------------ | ---------- | ------- | ---------- | ---------- |
| 1        | Армандас Кяльмялис | Литва      | 7:13,36 | +0,00      | QF         |
| 2        | Шахбоз Холмурзаев  | Узбекистан | 7:14,58 | +1,22      | QF         |
| 3        | Эндрю Пиблз        | Зимбабве   | 7:17,19 | +3,83      | SF E/F     |
| 4        | Мохаммед Тайеб     | Тунис      | 7:27,18 | +13,82     | SF E/F     |
| 5        | Джексон Винсент    | Венесуэла  | 7:28,67 | +15,31     | SF E/F     |
| Протокол |                    |            |         |            |            |

### Четвертьфинал
Первые три спортсмена из каждого заезда проходили в полуфинал соревнований. Все остальные гребцы попадали в полуфинал C/D, где продолжали борьбу за места с 13-го по 24-е.

#### Заезд 1
С первых метров дистанции лидерство захватил кубинский гребец Анхель Фурнье, совсем немного ему проигрывал австралиец Рис Грант, а вот остальные конкуренты уступали более секунды. К середине заезда отрыв кубинского гребца от ближайшего преследователя — Риса Гранта — составлял 2 секунды. В борьбе за третье место небольшой отрыв от остальной группы сделал норвежец Нильс Якоб Хофф. За 500 метров до финиша Фурнье сбавил темп и спокойно финишировал с отрывом от австралийца в 3,25 секунды. Финишный отрезок лучше всех прошёл индонезиец Мемо, но в итоге он уступил Нильсу Хоффу 1,82 секунды и выбыл из борьбы за медали. Пробившиеся через отборочный этап кореец Ким Дон Ён и узбекистанец Шахбоз Холмурзаев не смогли показать хороший результат и уступили победителю больше 10 секунд. В этом заезде спортсмены впервые смогли закончить дистанцию быстрее семи минут. После заезда Фурнье заявил, что всё идёт так, как он запланировал и что победы в первых двух гонках показывают его готовность бороться за медали.
| Место    | Спортсмен         | Страна           | Время   | Отставание | Примечания |
| -------- | ----------------- | ---------------- | ------- | ---------- | ---------- |
| 1        | Анхель Фурнье     | Куба             | 6:51,89 | +0,00      | SF A/B     |
| 2        | Рис Грант         | Австралия        | 6:55,14 | +3,25      | SF A/B     |
| 3        | Нильс Якоб Хофф   | Норвегия         | 6:57,94 | +6,05      | SF A/B     |
| 4        | Мемо              | Индонезия        | 6:59,76 | +7,87      | SF C/D     |
| 5        | Ким Дон Ён        | Республика Корея | 7:05,69 | +13,80     | SF C/D     |
| 6        | Шахбоз Холмурзаев | Узбекистан       | 7:09,99 | +18,10     | SF C/D     |
| Протокол |                   |                  |         |            |            |

#### Заезд 2
Во втором четвертьфинале встретились новозеландец Махе Драйсдейл и чех Ондржей Сынек, которые, начиная с 2009 года, выиграли все финалы в одиночках на Олимпийских играх и чемпионатах мира. На первых метрах заезда вперёд вырвался чешский гребец, который к середине дистанции выигрывал у Драйсдейла больше секунды. Затем новозеландец начал наращивать темп и за 500 метров смог выиграть у Сынека почти две секунды. На заключительном отрезке Сынек серьёзно сбавил темп, позволив Драйсдейлу уверенно выиграть этот заезд. Остальные гребцы сражались за третью путёвку в полуфинал, однако и здесь особой борьбы не получилось. Белорусский гребец Станислав Щербаченя более 8 секунд выиграл у финишировавшего четвёртым аргентинца Бриана Россо. Пробившиеся через отборочный этап литовец Армандас Кяльмялис и перуанец Ренсо Леон Гарсия не смогли показать хороший результат и выбыли из борьбы за медали.
| Место    | Спортсмен           | Страна         | Время   | Отставание | Примечания |
| -------- | ------------------- | -------------- | ------- | ---------- | ---------- |
| 1        | Махе Драйсдейл      | Новая Зеландия | 6:46,51 | +0,00      | SF A/B     |
| 2        | Ондржей Сынек       | Чехия          | 6:50,51 | +4,00      | SF A/B     |
| 3        | Станислав Щербаченя | Беларусь       | 6:55,19 | +8,68      | SF A/B     |
| 4        | Бриан Россо         | Аргентина      | 7:03,23 | +16,72     | SF C/D     |
| 5        | Армандас Кяльмялис  | Литва          | 7:04,67 | +18,16     | SF C/D     |
| 6        | Ренсо Леон Гарсия   | Перу           | 7:30,91 | +44,40     | SF C/D     |
| Протокол |                     |                |         |            |            |

#### Заезд 3
Третий четвертьфинальный заезд начался с фальстарта, в результате чего спортсменам пришлось стартовать второй раз. После окончания предварительного заезда бельгиец Ханнес Обрено заявил, что в четвертьфинале он с самого старта постарается уйти в отрыв. Однако гонка сложилась немного по-другому. Стартовые 500 метров выиграл египтянин Абдельхалек аль-Банна, который к середине дистанции смог сохранить лидерство, несмотря на то, что Обрено начал постепенно к нему приближаться. Третье место на этой отметке с небольшим отрывом занимал мексиканец Хуан Карлос Кабрера. За 500 метров до финиша бельгийский гребец смог выйти вперёд и создать себе необходимый задел на оставшуюся часть дистанции. На последней четверти заезда Обрено показал только четвёртое время, но тем не менее финишировал первым. Вторым с отставанием чуть более чем в секунду пришёл Кабрера, а третьим дистанцию закончил аль-Банна, который едва не упустил путёвку в полуфинал, поскольку на заключительных 500 метрах у него более 5 секунд смог отыграть венгр Бендегуз Петервари-Мольнар. Алжирец Сид Будина и парагваец Артуро Риварола с самого старта начали серьёзно отставать от своих конкурентов, в результате чего проиграли Обрено на финише более 20 секунд.
| Место    | Спортсмен                  | Страна   | Время   | Отставание | Примечания |
| -------- | -------------------------- | -------- | ------- | ---------- | ---------- |
| 1        | Ханнес Обрено              | Бельгия  | 6:48,90 | +0,00      | SF A/B     |
| 2        | Хуан Карлос Кабрера        | Мексика  | 6:50,04 | +1,14      | SF A/B     |
| 3        | Абдельхалек аль-Банна      | Египет   | 6:50,82 | +1,92      | SF A/B     |
| 4        | Бендегуз Петервари-Мольнар | Венгрия  | 6:52,80 | +3,90      | SF C/D     |
| 5        | Сид Будина                 | Алжир    | 7:13,59 | +24,69     | SF C/D     |
| 6        | Артуро Риварола            | Парагвай | 7:17,12 | +28,22     | SF C/D     |
| Протокол |                            |          |         |            |            |

#### Заезд 4
В четвёртом четвертьфинале встретились два призёра Игр 2012 года: серебряный призёр Лондона в четвёрках парных и действующий чемпион Европы в одиночках хорват Дамир Мартин и бронзовый призёр 2012 года британец Алан Кэмпбелл, который слабо провёл этот олимпийский цикл. С самого старта лидерство захватил Мартин, и на каждом из участков заезда он показывал лучшее время. По итогам заезда его результат составил 6:44,44, что стало лучшим временем за все соревновательные дни. Кэмпбелл же уверенно завершил дистанцию на второй позиции. Борьба за третью путёвку в полуфинал между поляком Натаном Венгжицким-Шимчиком и индийцем Датту Бабан Бхоканалом шла только до середины заезда, после чего польский гребец смог оторваться от Бхоканала и на финише выиграл у соперника 6 секунд. Занявший пятое место уругваец Хонатан Эскивель проиграл Мартину почти минуту, а иракский гребец Мохамед Аль-Хафаджи почти две, причём после четверти дистанции он проигрывал всего шесть с небольшим секунд, но затем начал уступать по 30 секунд на каждых 500 метрах.
| Место    | Спортсмен               | Страна         | Время   | Отставание | Примечания |
| -------- | ----------------------- | -------------- | ------- | ---------- | ---------- |
| 1        | Дамир Мартин            | Хорватия       | 6:44,44 | +0,00      | SF A/B     |
| 2        | Алан Кэмпбелл           | Великобритания | 6:49,41 | +4,97      | SF A/B     |
| 3        | Натан Венгжицкий-Шимчик | Польша         | 6:53,52 | +9,08      | SF A/B     |
| 4        | Датту Бабан Бхоканал    | Индия          | 6:59,89 | +15,45     | SF C/D     |
| 5        | Хонатан Эскивель        | Уругвай        | 7:40,27 | +55,83     | SF C/D     |
| 6        | Мохамед Аль-Хафаджи     | Ирак           | 8:29,76 | +1:45,32   | SF C/D     |
| Протокол |                         |                |         |            |            |

### Полуфинал

#### Полуфиналы E/F
Первые три спортсмена из каждого заезда проходили в финал E. Остальные гребцы попадали в финал F.

##### Заезд 1
Первый классификационный полуфинал начался для Владислава Яковлева неудачно. Лодка казахстанского гребца, как и в отборочном заезде, перевернулась на самом старте. И вновь Яковлеву пришлось потратить почти три минуты, чтобы залезть в неё и продолжить заезд. Старший тренер сборной Казахстана по академической гребле Владимир Белоногов предположил, что обе неудачи связаны с тем, что перед стартом Игр Яковлев получил новую лодку фирмы «Empacher», к которой он не смог приспособиться, а также сказалась излишняя эмоциональность спортсмена. Таким образом, для остальных трёх гребцов этот заезд получился практически тренировочным, поскольку по итогам заезда только один спортсмен попадал в финал F. В итоге на финише первым оказался таиландец Джаруват Саенсук, который на последних 500 метрах сумел оторваться от гребца из Туниса Мохаммед Тайеба. Дебютант Игр из Вануату Луиджи Тейлемб уступил Саенсуку более 20 секунд. Владислав Яковлев сумел добраться до финиша, но на прохождение дистанции он затратил почти 12 минут и от Тейлемба отстал на три с половиной минуты.
| Место    | Спортсмен         | Страна    | Время    | Отставание | Примечания |
| -------- | ----------------- | --------- | -------- | ---------- | ---------- |
| 1        | Джаруват Саенсук  | Таиланд   | 7:54,38  | +0,00      | FE         |
| 2        | Мохаммед Тайеб    | Тунис     | 8:02,05  | +7,67      | FE         |
| 3        | Луиджи Тейлемб    | Вануату   | 8:19,15  | +24,77     | FE         |
| 4        | Владислав Яковлев | Казахстан | 11:45,22 | +3:50,84   | FF         |
| Протокол |                   |           |          |            |            |

##### Заезд 2
Со старта второго полуфинального заезда в лидеры вышел венесуэлец Джексон Винсент, а следом за ним расположился зимбабвиец Эндрю Пиблз. Почти три секунды Винсенту проигрывал ливиец Альхуссейн Джамбур, а замыкал четвёрку эквадорец Брайан Сола Самбрано. В течение следующих 1000 метров Джамбур значительно снизил скорость гребли и за 500 метров до финиша практически потерял шансы на выход в финал E, проигрывая на этой отметке третьему месту более 13 секунд. В итоге на финиш первым пришёл Эндрю Пиблз, который очень ровно прошёл всю дистанцию. Через 5 секунд финишировал Джексон Винсент, а ещё спустя 2 секунды дистанцию завершил Брайан Сола.
| Место    | Спортсмен            | Страна    | Время   | Отставание | Примечания |
| -------- | -------------------- | --------- | ------- | ---------- | ---------- |
| 1        | Эндрю Пиблз          | Зимбабве  | 7:45,20 | +0,00      | FE         |
| 2        | Джексон Винсент      | Венесуэла | 7:50,56 | +5,36      | FE         |
| 3        | Брайан Сола Самбрано | Эквадор   | 7:52,86 | +7,66      | FE         |
| 4        | Альхуссейн Джамбур   | Ливия     | 8:13,17 | +27,97     | FF         |
| Протокол |                      |           |         |            |            |

#### Полуфиналы C/D
Первые три спортсмена из каждого заезда проходили в финал C. Остальные гребцы попадали в финал D.

##### Заезд 1
Лучше всех старт первого классификационного заезда получился у аргентинца Бриана Россо. К 500-метровой отметке он выигрывал секунду у ближайших преследователей, однако уже к середине дистанции его смог догнать уругваец Хонатан Эскивель. В дальнейшем Эскивель смог увеличить своё преимущество и на финише выиграл у Россо 1,67 с. Борьба за третье место продолжалась до самого финиша. На протяжении всего заезда его занимал индонезиец Мемо, который на протяжении 1500 метров сохранял отрыв в 2,5 секунды от узбекистанского гребца Шахбоза Холмурзаева, но заключительную четверть дистанции Холмурзаев прошёл значительно быстрее своего соперника и на финише он уступил Мемо всего 0,44 с. Парагваец Артуро Риварола до середины дистанции вёл борьбу за попадание в финал С, однако затем его темп резко упал, и за 500 метров до финиша его опередил алжирец Сид Будина.
| Место    | Спортсмен         | Страна     | Время   | Отставание | Примечания |
| -------- | ----------------- | ---------- | ------- | ---------- | ---------- |
| 1        | Хонатан Эскивель  | Уругвай    | 7:22,98 | +0,00      | FC         |
| 2        | Бриан Россо       | Аргентина  | 7:24,65 | +1,67      | FC         |
| 3        | Мемо              | Индонезия  | 7:25,60 | +2,62      | FC         |
| 4        | Шахбоз Холмурзаев | Узбекистан | 7:26,04 | +3,06      | FD         |
| 5        | Сид Будина        | Алжир      | 7:37,19 | +14,21     | FD         |
| 6        | Артуро Риварола   | Парагвай   | 7:41,43 | +18,45     | FD         |
| Протокол |                   |            |         |            |            |

##### Заезд 2
С первых метров дистанции второго классификационного полуфинала определились два аутсайдера заезда. Ими стали перуанец Ренсо Леон Гарсия и иракский гребец Мохамед Аль-Хафаджи. Уже к 500-метровой отметке оба спортсмена проигрывали лидеру Датту Бабан Бхоканалу из Индии более 7 секунд, а к середине дистанции отставание составляло уже более 10 секунд. Бхоканал же лидировал на протяжении практически всей дистанции и лишь на самом финише его смог обойти венгр Бендегуз Петервари-Мольнар. Вторым долгое время шёл литовец Армандас Кяльмялис, однако на заключительных 500 метрах мощный спурт удалось совершить корейцу Ким Дон Ёну, который сумел на этом отрезке выиграть у литовца 4,11 с. Благодаря этому Ким обошёл Кяльмялиса и с третьего места квалифицировался в финал С.
| Место    | Спортсмен                  | Страна           | Время   | Отставание | Примечания |
| -------- | -------------------------- | ---------------- | ------- | ---------- | ---------- |
| 1        | Бендегуз Петервари-Мольнар | Венгрия          | 7:18,88 | +0,00      | FC         |
| 2        | Датту Бабан Бхоканал       | Индия            | 7:19,02 | +0,14      | FC         |
| 3        | Ким Дон Ён                 | Республика Корея | 7:20,10 | +1,22      | FC         |
| 4        | Армандас Кяльмялис         | Литва            | 7:20,72 | +1,84      | FD         |
| 5        | Ренсо Леон Гарсия          | Перу             | 7:37,34 | +18,46     | FD         |
| 6        | Мохамед Аль-Хафаджи        | Ирак             | 7:48,31 | +29,43     | FD         |
| Протокол |                            |                  |         |            |            |

#### Полуфиналы A/B
Первые три спортсмена из каждого заезда проходят в финал A, а остальные в финал B.

##### Заезд 1
Перед началом полуфинальных заездов кубинский гребец Анхель Фурнье заявил, что его главными соперниками в борьбе за три заветные путёвки в финал станут Ондржей Сынек и Дамир Мартин. Ход заезда подтвердил слова Фурнье. Именно три этих гребца с самого старта захватили лидерство в заезде, постепенно отрываясь от своих конкурентов. На финише первое место уверенно занял Сынек, спустя секунду дистанцию завершил Дамир Мартин, а вот Фурнье, немного отставший на последних 500 метрах, проиграл чешскому гребцу более 4 секунд, но этого хватило, чтобы выйти в главный финал. Лучше всех заключительные 500 метров прошёл мексиканец Хуан Карлос Кабрера, опередивший остальных на этом отрезке более чем на 2 секунды. Тем не менее этого финишного рывка мексиканцу не хватило для того, чтобы продолжить борьбу за медали.
| Место    | Спортсмен             | Страна   | Время   | Отставание | Примечания |
| -------- | --------------------- | -------- | ------- | ---------- | ---------- |
| 1        | Ондржей Сынек         | Чехия    | 6:58,56 | +0,00      | FA         |
| 2        | Дамир Мартин          | Хорватия | 6:59,43 | +0,87      | FA         |
| 3        | Анхель Фурнье         | Куба     | 7:02,65 | +4,09      | FA         |
| 4        | Хуан Карлос Кабрера   | Мексика  | 7:03,68 | +5,12      | FB         |
| 5        | Абдельхалек аль-Банна | Египет   | 7:13,55 | +14,99     | FB         |
| 6        | Нильс Якоб Хофф       | Норвегия | 7:39,12 | +40,56     | FB         |
| Протокол |                       |          |         |            |            |

##### Заезд 2
Во втором полуфинале стартовал действующий олимпийский чемпион Махе Драйсдейл, для которого попадание в финал не должно было вызвать затруднений. Обычно новозеландский гребец не начинает лидировать с самого начала заезда, однако в этот раз он со старта ушёл вперёд и к 500 метровой отметке выигрывал у соперников 0,5 секунды. На середине дистанции Драйсдейл опережал всех конкурентов почти на 2 секунды. За 500 метров до финиша новозеландец почти в два раза увеличил свой отрыв и на заключительной части дистанции позволил себе немного сбавить темп. Вторым к финишу пришёл белорус Станислав Щербаченя, который по итогам половины дистанции шёл только пятым, но высокий темп на втором километре позволил ему пробиться в финал. Всего 0,07 с Щербачене уступил бельгиец Ханнес Обрено, который с третьего места пробился в главный финал, исполнив свою мечту, о которой заявлял до начала соревнований. Один из претендентов на медали британец Алан Кэмпбелл очень слабо провёл вторую часть заезда, в результате чего занял 4-е место и отправился в финал B. Из-за непопадания британца в финал Олимпийских игр Международная федерация гребного спорта назвала его главным разочарованием в мужских одиночках по итогам 2016 года. Ещё два участника полуфинала: австралиец Рис Грант и поляк Натан Венгжицкий-Шимчик не смогли вмешаться в борьбу за место в тройке, отстав от победителя более чем на 10 секунд.
| Место    | Спортсмен               | Страна         | Время   | Отставание | Примечания |
| -------- | ----------------------- | -------------- | ------- | ---------- | ---------- |
| 1        | Махе Драйсдейл          | Новая Зеландия | 7:03,70 | +0,00      | FA         |
| 2        | Станислав Щербаченя     | Беларусь       | 7:06,69 | 2,99       | FA         |
| 3        | Ханнес Обрено           | Бельгия        | 7:06,76 | +3,06      | FA         |
| 4        | Алан Кэмпбелл           | Великобритания | 7:09,54 | +5,84      | FB         |
| 5        | Рис Грант               | Австралия      | 7:14,68 | +10,98     | FB         |
| 6        | Натан Венгжицкий-Шимчик | Польша         | 7:15,61 | +11,91     | FB         |
| Протокол |                         |                |         |            |            |

### Финалы

#### Финал F
В финале F принимали участие всего два гребца. Казахстанец Владислав Яковлев, который по ходу Олимпийских игр дважды переворачивался на лодке, в этот раз прошёл дистанцию уверенно, не позволив своему сопернику — гребцу из Ливии Альхуссейну Джамбуру — приблизиться к нему. Уже к середине дистанции Яковлев опережал Джамбура почти на 10 секунд, а к финишу увеличил отрыв вдвое. По итогам Олимпийских игр Владислав Яковлев занял 31-е место, опустившись по сравнению с прошлыми Играми на три позиции вниз.
| Место    | Спортсмен          | Страна    | Время   | Отставание | Итоговое место |
| -------- | ------------------ | --------- | ------- | ---------- | -------------- |
| 1        | Владислав Яковлев  | Казахстан | 7:21,61 | +0,00      | 31             |
| 2        | Альхуссейн Джамбур | Ливия     | 7:41,77 | +20,16     | 32             |
| Протокол |                    |           |         |            |                |

#### Финал E
Как и в полуфинале, с первых метров дистанции в лидеры вырвался тайский гребец Джаруват Саенсук, однако уже к середине дистанции его обогнали и зимбабвиец Эндрю Пиблз, и тунисец Мохаммед Тайеб, которые при этом стали единственными гребцами в этом заезде, кому удалось преодолеть второй отрезок менее чем за 2 минуты. За следующие 500 метров Пиблз серьёзно увеличил свой отрыв от преследователей, выиграв у эквадорца Брайана Сола Самбрано, показавшего второй результат на этом отрезке, 4 секунды. На заключительной части дистанции Пиблз показал лишь 4-е время, но этого оказалось достаточно, чтобы выиграть заезд с солидным отрывом. Вторым к финишу пришёл Саенсук, а третьим Мохаммед Тайеб. Совсем немного не хватило Брайану Сола Самбрано, чтобы попасть в тройку сильнейших. На последнем отрезке он выиграл у Тайеба почти 8 секунд, и в итоге проиграл тунисцу лишь 0,18 с.
| Место    | Спортсмен            | Страна    | Время   | Отставание | Итоговое место |
| -------- | -------------------- | --------- | ------- | ---------- | -------------- |
| 1        | Эндрю Пиблз          | Зимбабве  | 7:43,98 | +0,00      | 25             |
| 2        | Джаруват Саенсук     | Таиланд   | 7:49,86 | +5,88      | 26             |
| 3        | Мохаммед Тайеб       | Тунис     | 7:53,36 | +9,38      | 27             |
| 4        | Брайан Сола Самбрано | Эквадор   | 7:53,54 | +9,56      | 28             |
| 5        | Джексон Винсент      | Венесуэла | 7:57,83 | +13,85     | 29             |
| 6        | Луиджи Тейлемб       | Вануату   | 8:24,67 | +40,69     | 30             |
| Протокол |                      |           |         |            |                |

#### Финал D
Первую часть дистанции выиграл литовский гребец Армандас Кяльмялис. В дальнейшем Кяльмялис ни на одной из 500-метровок не показывал быстрейшее время, но всё равно смог завершить заезд на первом месте. Всего полторы секунды ему проиграл перуанец Ренсо Леон Гарсия, который замкнул в итоговой таблице двадцатку сильнейших. Третьим к финишу пришёл иракский гребец Мохамед Аль-Хафаджи, начавший заезд довольно слабо. На первой отметке он проигрывал Кяльмялису ровно три секунды, но за следующие 1500 метров Аль-Хафаджи уступил тому лишь 0,01 с. Единственным гребцом, кому не удалось вмешаться в борьбу за высокие места в классификационном заезде, стал парагваец Артуро Риварола, уступивший на финише всем своим конкурентам более 10 секунд.

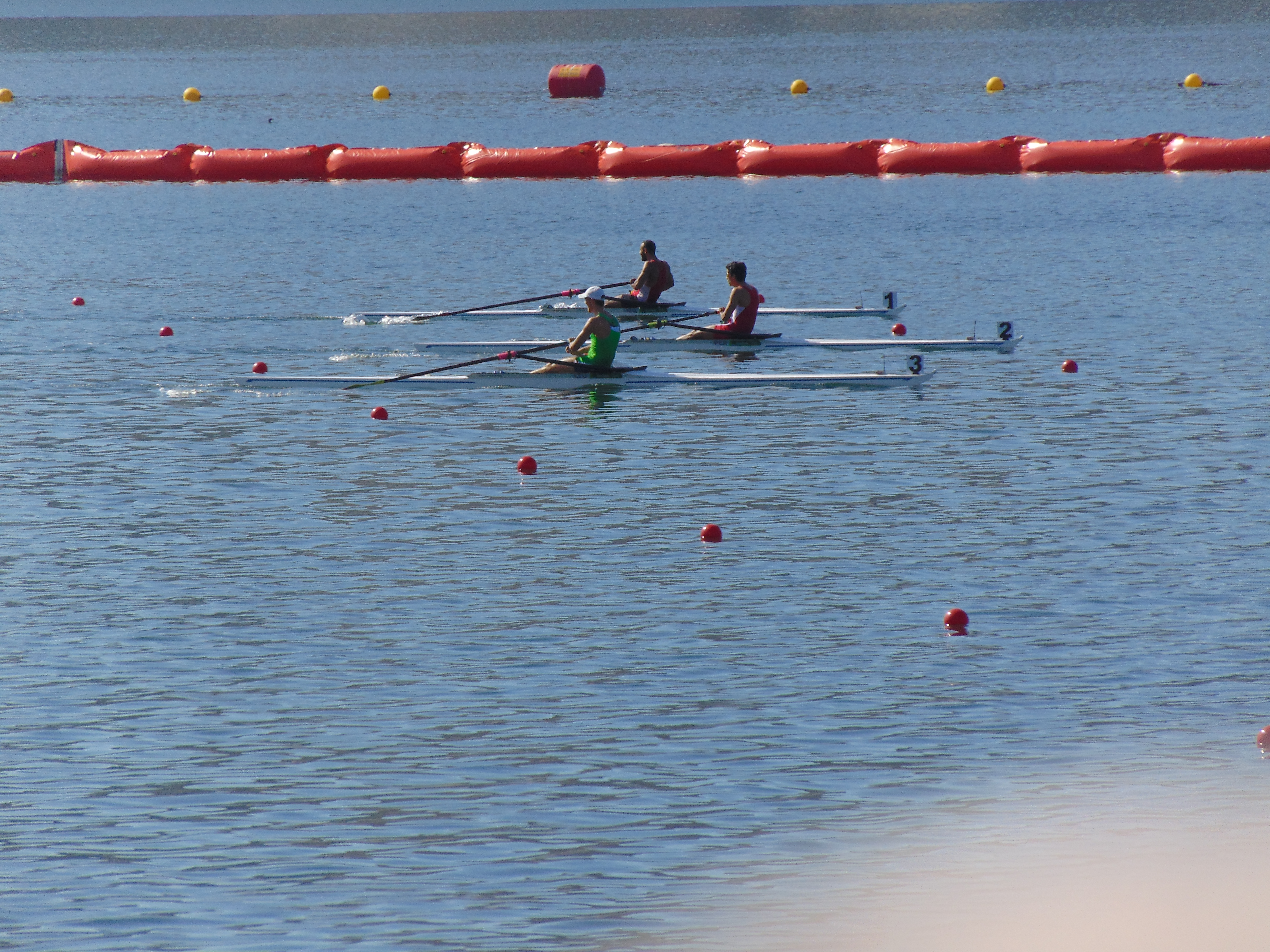
Гребцы из Ирака (№ 1), Перу (№ 2) и Литвы (№ 3) во время финального заезда

| Место    | Спортсмен           | Страна     | Время   | Отставание | Итоговое место |
| -------- | ------------------- | ---------- | ------- | ---------- | -------------- |
| 1        | Армандас Кяльмялис  | Литва      | 7:00,72 | +0,00      | 19             |
| 2        | Ренсо Леон Гарсия   | Перу       | 7:02,28 | +1,56      | 20             |
| 3        | Мохамед Аль-Хафаджи | Ирак       | 7:03,73 | +3,01      | 21             |
| 4        | Шахбоз Холмурзаев   | Узбекистан | 7:04,78 | +4,06      | 22             |
| 5        | Сид Будина          | Алжир      | 7:06,64 | +5,92      | 23             |
| 6        | Артуро Риварола     | Парагвай   | 7:18,34 | +17,62     | 24             |
| Протокол |                     |            |         |            |                |

#### Финал C
Очень мощно стартовый отрезок дистанции прошёл индийский гребец Датту Бабан Бхоканал. На первых 500 метрах ему удалось оторваться от конкурентов по заезду почти на 2 секунды. Следующую часть дистанции гребцы прошли ровнее, но Бхоканалу всё равно удалось немного увеличить преимущество над остальными. Вторую половину заезда индиец прошёл значительно слабее, но запаса по времени ему хватило, чтобы закончить заезд первым. Вторым к финишу пришёл венгр Бендегуз Петервари-Мольнар, незадолго до финиша опередивший аргентинца Бриана Россо. До самого финиша борьбу за 4-е место в заезде и 16-е по итогам всего олимпийского турнира вели индонезиец Мемо и кореец Ким Дон Ён, и в итоге сильнее оказался Мемо. Единственным участником заезда, кто уступил соперникам более 10 секунд, стал уругваец Хонатан Эскивель.
| Место    | Спортсмен                  | Страна           | Время   | Отставание | Итоговое место |
| -------- | -------------------------- | ---------------- | ------- | ---------- | -------------- |
| 1        | Датту Бабан Бхоканал       | Индия            | 6:54,96 | +0,00      | 13             |
| 2        | Бендегуз Петервари-Мольнар | Венгрия          | 6:57,75 | +2,79      | 14             |
| 3        | Бриан Россо                | Аргентина        | 6:58,58 | +3,62      | 15             |
| 4        | Мемо                       | Индонезия        | 6:59,44 | +4,48      | 16             |
| 5        | Ким Дон Ён                 | Республика Корея | 6:59,72 | +4,76      | 17             |
| 6        | Хонатан Эскивель           | Уругвай          | 7:13,56 | +18,69     | 18             |
| Протокол |                            |                  |         |            |                |

#### Финал B
В классификационном заезде за места в десятке сильнейших стартовали только 5 гребцов. Бронзовый призёр Игр 2012 года Алан Кэмпбелл, не сумевший попасть в финал, из-за болезни принял решение не стартовать в утешительном заезде. В отсутствии британского гребца со старта в лидеры вырвался египтянин Абдельхалек аль-Банна, однако за 500 метров до финиша его обошёл мексиканец Хуан Карлос Кабрера, а затем и поляк Натан Венгжицкий-Шимчик. На заключительном отрезке дистанции поляк показал лучшее время, увеличив темп до 44 гребков в минуту, и незадолго до финиша опередил Кабреру. Третьим к финишу пришёл австралиец Рис Грант.
| Место    | Спортсмен               | Страна         | Время   | Отставание | Итоговое место |
| -------- | ----------------------- | -------------- | ------- | ---------- | -------------- |
| 1        | Натан Венгжицкий-Шимчик | Польша         | 6:47,95 | +0,00      | 7              |
| 2        | Хуан Карлос Кабрера     | Мексика        | 6:50,02 | +2,07      | 8              |
| 3        | Рис Грант               | Австралия      | 6:51,90 | +3,95      | 9              |
| 4        | Абдельхалек аль-Банна   | Египет         | 6:54,94 | +6,99      | 10             |
| 5        | Нильс Якоб Хофф         | Норвегия       | 7:02,66 | +14,71     | 11             |
| 6        | Алан Кэмпбелл           | Великобритания | DNS     | DNS        | 12             |
| Протокол |                         |                |         |            |                |

#### Финал A
В финальный заезд сумел пробиться лишь один дебютант Олимпийских игр — бельгиец Ханнес Обрено. Все остальные гребцы уже имели опыт участия в решающих заездах. В очередной раз в финале крупнейших международных соревнований встретились действующий олимпийский чемпион и многократный чемпион мира новозеландец Махе Драйсдейл и двукратный серебряный призёр Олимпийских игр чех Ондржей Сынек, который на протяжении последних трёх лет становился победителем мировых первенств. Также в финале принял участие хорват Дамир Мартин, который в 2012 году стал серебряным медалистом в соревнованиях четвёрок парных.

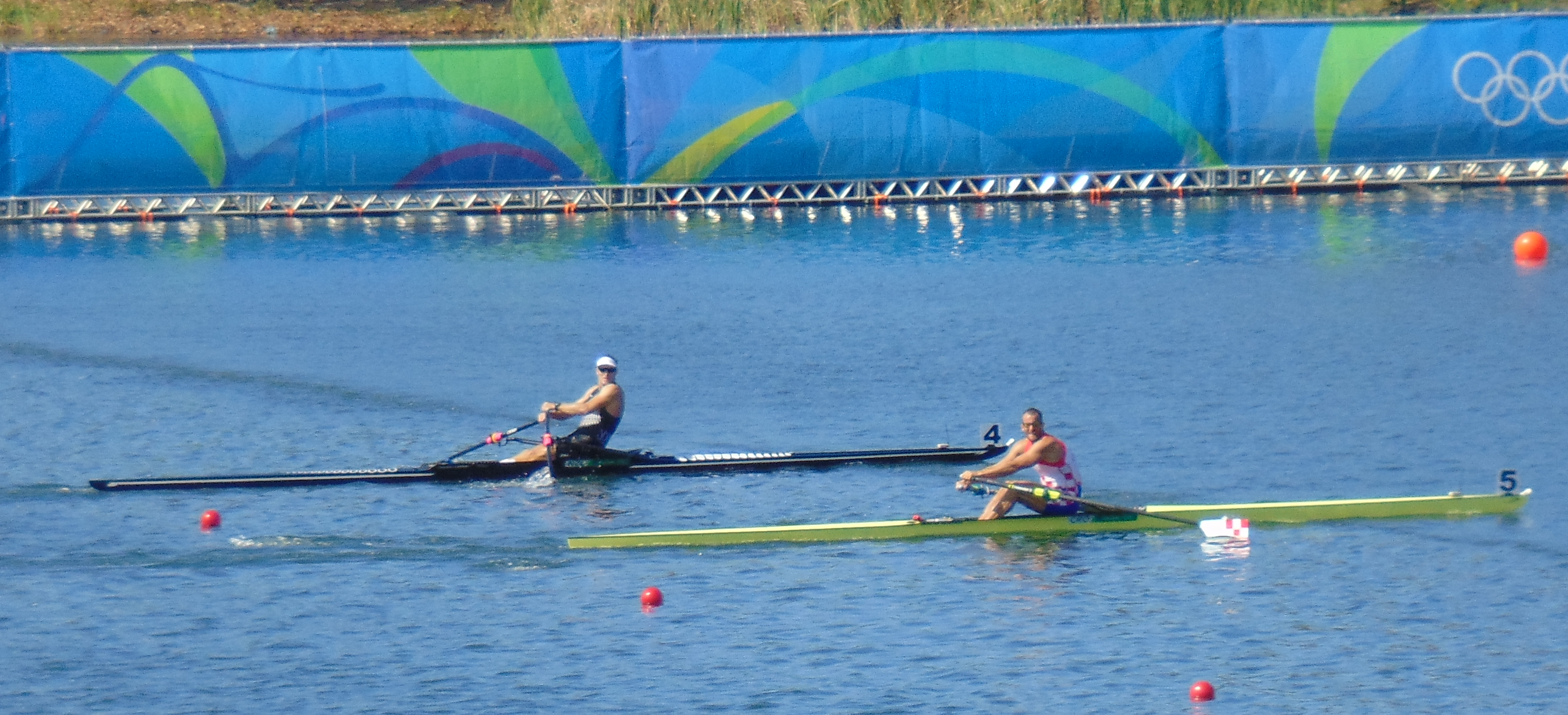
Драйсдейл и Мартин в финальном заезде

Со старта заезда вперёд вырвался Дамир Мартин, который показал лучшее время на первых двух 500-метровых отрезках. К середине дистанции его преимущество над ближайшим преследователем, Ондржеем Сынеком, составляло 1,18 с. Ещё в полусекунде от чешского гребца находился Драйсдейл. Все остальные спортсмены отстали от лидирующей тройки более, чем на 3 секунды. На второй половине дистанции Драйсдейл существенно увеличил темп гребли и за 500 метров до финиша вышел в лидеры. Заключительный отрезок сильнее всех прошёл Мартин, и на последних метрах дистанции он догнал Драйсдейла. Судьбу золотой медали решил фотофиниш, согласно которому Махе Драйсдейл стал двукратным олимпийским чемпионом, а также установил новое лучшее олимпийское время. Обладателем бронзовой награды стал Ондржей Сынек, опередивший ближайших преследователей более, чем на 3 секунды.
| Место                            | Спортсмен           | Страна         | Время      | Отставание |
| -------------------------------- | ------------------- | -------------- | ---------- | ---------- |
| 1                                | Махе Драйсдейл      | Новая Зеландия | 6:41,34 OB | +0,00      |
| 2                                | Дамир Мартин        | Хорватия       | 6:41,34    | +0,00      |
| 3                                | Ондржей Сынек       | Чехия          | 6:44,10    | +2,76      |
| 4                                | Ханнес Обрено       | Бельгия        | 6:47,42    | +6,08      |
| 5                                | Станислав Щербаченя | Беларусь       | 6:48,78    | +7,44      |
| 6                                | Анхель Фурнье       | Куба           | 6:55,90    | +14,56     |
| Протокол, Видеозапись на YouTube |                     |                |            |            |